# آنتی لورگا

## گونه‌ها
- آنتی لورگا آلهامبراتا
- آنتی لورگا آلتاتلاس
- آنتی لورگا رداکتاریا